# HD 67725
HD 67725，又名BD-10 2400，SAO 153887、HR 3189，是一颗恒星，视星等为6.32，位于銀經232.2，銀緯11.53，其B1900.0坐标为赤經8h 4m 12.1s，赤緯-11° 11.53′ 50″。